# ルイス・エドゥアルド・シュミット
エドゥ (Edu) こと、ルイス・エドゥアルド・シュミット（Luís Eduardo Schmidt, 1979年1月10日 - ）は、ブラジル・サンパウロ州出身の元サッカー選手。ブラジル代表であった。ポジションはフォワード、攻撃的ミッドフィールダー。
スペインのセルタ・デ・ビーゴとレアル・ベティスに計9シーズン在籍し、253試合に出場して63得点を挙げた。どちらのクラブでもクラブ初のUEFAチャンピオンズリーグ出場を果たしている。

## 経歴

### クラブ
1997年にサンパウロFCでデビューし、2000年までに11試合に出場した。

#### セルタ・デ・ビーゴ
2000年夏にスペイン・リーガ・エスパニョーラのセルタ・デ・ビーゴに移籍した。2000-01シーズンは3得点に終わったが、その後はチームで最も重要な選手のひとりとして活躍した。2003-04シーズンは度重なる怪我に苦しめられたが、UEFAチャンピオンズリーグの数試合に出場し、決勝トーナメント1回戦のアーセナルFC戦 (2-3) では1得点を挙げた。
2003-04シーズン終了後にセルタ・デ・ビーゴはセグンダ・ディビシオン（2部）に降格が決まり、エドゥはレアル・ベティスにレンタル移籍した。2004-05シーズンは左サイドハーフやトップ下として起用され、フォワードのリカルド・オリヴェイラとともに重要な得点源となった。2004年11月14日のFCバルセロナ戦 (2-1) では、それまで7勝2分で首位を走っていた相手にシーズン初黒星を付ける得点を挙げた。2005年1月15日のRCDマヨルカ戦 (2-0) では1試合2得点した。3月2日のレアル・マドリード戦 (1-3) でも得点を挙げたが、このシーズンにスペイン2強のどちらからも得点を挙げているのはエドゥとオリヴェイラだけである。リーグ戦では32試合に出場して11得点の活躍でクラブ初のUEFAチャンピオンズリーグ出場権を獲得した。コパ・デル・レイでは28シーズンぶり2度目の優勝を飾った。2005-06シーズンのリーグ戦での得点は3に減少したが、UEFAチャンピオンズリーグ予選3回戦ASモナコ戦（2試合合計3-2）ではロスタイムの得点で本選進出に導いた。

#### レアル・ベティス
2006年夏、レアル・ベティスに完全移籍した。2006-07シーズン最終節のラシン・サンタンデール戦 (2-0) では試合終了前10分間に2得点し、18位のセルタ・デ・ビーゴと勝ち点1差で2部降格を免れた。2007-08シーズンは再び残留争いに巻き込まれたが、自身はチームトップの12得点を挙げた。2008年3月29日のバルセロナ戦 (3-2) ではチームの1点目と3点目を決めた。2008-09シーズンは負傷により8試合の出場にとどまった。2009年4月のラシン・サンタンデール戦（3-2、アウェー）と5月のマラガCF戦（1-1、アウェー）で得点してプリメーラ・ディビシオン（1部）残留に向けて尽力したが、18位で2部降格となった。

#### ブラジル復帰後
2009年夏にレアル・ベティスとの契約が満了すると、9年ぶりにブラジルに戻り、SCインテルナシオナルと2年契約を交わした。
SCインテルナシオナルとの契約が満了した2011年6月2日、ECヴィトーリアに移籍した。

### 代表
2000年2月23日、タイとの親善試合でブラジルA代表デビューした。ブラジルA代表での出場はこの1試合のみである。同年夏にはU-23ブラジル代表としてシドニーオリンピックに出場し、準々決勝まで勝ち進む間に2得点した。

## タイトル
レアル・ベティス
- コパ・デル・レイ : 2004-05